# Mélanie Maynard
Pour les articles homonymes, voir Maynard.
Mélanie Maynard, née le 5 octobre 1971 à Ange-Gardien, est une actrice, animatrice, scénariste et improvisatrice québécoise. Elle est la mère de la comédienne et auteure Rosalie Bonenfant ainsi que Louis-Thomas Bélanger-Maynard.

## Biographie
Mélanie, native d'Ange-Gardien, en Montérégie, est diplômée en option théâtre au Cégep de Saint-Hyacinthe et détient un baccalauréat en enseignement de l’art dramatique de l'Université du Québec à Montréal. Avant d'être connue à la télé grâce à la série km/h à TVA, surtout grâce à la série Dans une galaxie près de chez vous à Canal Famille et VRAK.TV, elle a fait beaucoup de théâtre et de l'improvisation avec la Ligue nationale d'improvisation (LNI). C'est entre 1998 et 2006 qu'elle joue Line dans la série km/h. C'est en 1999 et 2001 que le public jeune la découvre avec la série culte Dans une galaxie près de chez vous dans le rôle de Pétrolia Parenteau-Stanislavski. Entretemps, elle commence une carrière à la radio dans l'émission Yé pas trop tard à CKOI 96,9 Montréal, où elle co-anime avec son collègue François Massicotte et participe à quelques épisodes d'Une fois c’t’un gars à TQS.
Aussi en 1999, elle devient porte-parole ou apparaît dans des publicités comme Metro-Richelieu / Sélection Mérite, Burger King, Xbox, Bell et Volkswagen. Entre 2000 et 2001, Mélanie déménage de station de radio pour co-animer avec son nouveau collègue Gildor Roy à COOL-FM pour l'émission Tout le monde debout. Puis, elle joue Annie entre 2000 et 2003 dans la série Dominic et Martin à TQS. Par la suite, en 2001, elle apparaît dans Méchante semaine à Radio-Canada dans divers rôles et devient improvisatrice pour l'émission Les décodeurs à TVA.
En 2002, elle travaille pour deux émissions à TQS, fait de la narration pour l'émission Sexy-Cam et co-anime Presse-citron avec son acolyte François Massicotte. Dans la même année, elle joue une journaliste dans la série Tribu.com et joint la distribution de la série Caméra Café à TVA, elle jouera dans cette série jusqu'en 2003. Pour le théâtre, elle joue en 2002 Mireille dans la pièce Cherchez le mâle au Théâtre des Cascades. En 2003, Mélanie obtient un rôle de secondaire dans populaire la série jeunesse Ramdam , celui de Sybille Déry. Ensuite entre 2003 et 2004, elle anime l'émission Rire et délire à TQS et fait un retour en co-animation à CKOI 96,9 Montréal pour l'émission La gang de malades. Ensuite, en 2004, elle anime l'émission La grosse minute à Radio-Canada et reprend son rôle de Pétrolia Parenteau-Stanislavski pour le cinéma dans le film Dans une galaxie près de chez vous.
Entre 2005 et 2010, elle co-anime avec Julie Bélanger et Isabelle Racicot pour Deux filles le matin à TVA. Entre-temps elle devient collaboratrice pour l'émission culturelle Sucré salé tout aussi à TVA. Côté acting, entre 2005 et 2006, elle joue Marie-Annette Cossette dans la série Une grenade avec ça? à VRAK.TV. En 2007, Mélanie joue Micheline Faribault, un rôle secondaire dans la série Destinées. Pour l'année 2008, elle anime l'émission Pièce d'identité à VRAK.TV et joue son personnage de Pétrolia Parenteau-Stanislavski pour le film Dans une galaxie près de chez vous 2. Dans la même année, elle joue Laura Gibbs dans Belle-Baie à Radio-Canada elle sera de la série jusqu'en 2010.
Pour 2010, Mélanie anime l'émission Ma maison Rona à TVA, ensuite entre 2010 et 2011, elle co-anime avec Isabelle Racicot Ça finit bien la semaine toujours à TVA. En 2011, elle apparaît dans la série humoriste Lol :-). Ensuite, elle anime le Gala Célébration entre 2011 à 2013 sur le réseau TVA. Côté théâtre pour 2011, elle co-scénarise avec un de ses amis, Jonathan Racine, sa première pièce qui a pour titre La grande sortie, qui a été présentée au Petit Théâtre du Nord à Blainville et au Théâtre du Rideau Vert à Montréal. Fin 2011, on apprend qu'elle va être porte-parole du Défi Santé 5/30 Équilibre, aussi elle sera jusqu'en 2016 En 2012, elle joue Laurence dans la Webtélé Pare-Chocs à pare-chocs. Ensuite, de 2012 à 2014, elle anime GPS Monde à TV5.
Entre 2013 et 2016, elle joue un rôle secondaire important dans la série Les Parent, celui de la mère de Sarah, et elle donne la réplique à sa fille Rosalie Bonenfant, qui joue le rôle de Sarah à Radio-Canada. Aussi entre 2013 et 2016, Mélanie devient juge pour l'émission En route vers mon premier gala Juste pour rire sur MATv et illico.tv, une émission animée par Anaïs Favron. Le 29 mai 2013, elle participe à un spectacle de rue de l'hypnotiseur Messmer, dans lequel elle accompagne la chanteuse belge Lara Fabian,. Puis, pour l'automne 2013, elle co-anime avec Jean-François Mercier l'émission Tic Tac Show à V. En 2014, elle participe à l'émission Partir autrement en famille à TV5 avec sa fille, la fille de son ex-mari Camille à Marrakech au Maroc, et joue Marie Coallier dans la série 30 vies à Radio-Canada.
Pour le printemps 2014 jusqu'en 2016, elle collabore à l'émission Testé sur des humains avec Pierre-Yves Lord, une émission animée par Jean-Michel Anctil. Pour l'automne 2014 et pour 2016, elle anime l'émission Classé XXX à Ztélé. En 2015, elle collabore à l'émission de radio Éric Salvail à Éric et les Fantastiques à ÉNERGIE Montréal 94.3, pour l’automne 2017 cette émission a été présentée à Rouge FM mais a été annulée le 18 octobre 2017 à la suite de l’affaire Salvail,. Toujours dans la même année, de 2015 jusqu'en 2016, elle anime l'émission Ex au défi à Canal Vie .
En 2016 et 2017, Mélanie co-anime avec ses collègues Dominic Arpin et Jonathan Roberge l'émission Énergie le matin à ÉNERGIE Montréal 94.3. Depuis février 2017, elle est la porte-parole des magasins Flordeco. En 2017, elle co-scénarise Pain blanc, une nouvelle pièce de théâtre avec son ami Jonathan Racine pour le Théâtre des Hirondelles. À l'été 2017, elle joue le personnage Marie-Claire dans sa propre pièce. Le même été, on apprend qu'elle et son collègue Dominic Arpin déménagent à l'automne à Rouge FM pour animer l'émission On est tous debout  de 2017 à 2020. Après l’affaire Salvail, les fans de l’émission Éric et les Fantastiques veulent le retour des fantastiques à Rouge FM, et Rouge fonc lance en novembre l’émission du retour à la maison Le retour des Fantastiques donc elle est collaboratrice de cette émission. 
Le 24 avril 2018, on apprend qu’elle animera l’émission Club Mel pour l’automne 2018 à Canal Vie, elle sera accompagnée de plusieurs collaborateurs dont sa fille Rosalie Bonenfant et un certain Antoine Vézina. Le 24 mai 2019, on apprend qu’elle et sa fille Rosalie Bonenfant seront ambassadrices pour la campagne Oser le donner 2019 pour la Fondation du cancer du sein du Québec. À l’été 2019, elle présente une pièce qu’elle a scénarisée, La maison, au Petit Théâtre du Nord de Blainville. À l’automne 2019, elle devient collaboratrice à l'émission On va se le dire Radio-Canada, animée par Sébastien Diaz et produite par France Beaudoin.
Au début de 2020, elle devient experte pour l’émission Conseils d'amis en duo avec sa fille Rosalie Bonenfant à Canal Vie. À l’automne 2020, elle commence à co-animer le matin avec Étienne Boulay, Judith Lussier et d’Alec Charbonneau dans On part ça d'même! pour WKND 99,5 Montréal, une nouvelle station à Montréal.

## Théâtre

### Pièce
- 1992 : La Cantatrice chauve : la bonne et le pompier (Théâtre de St-Bruno Lac-St-Jean)
- 1993 : Environnement : rôles divers (Tournée au Québec et en Belgique)
- 1994 : La chatte et le hibou : Claudette (Théâtre de Plessisville)
- 2002 : Cherchez le mâle : Mireille (Théâtre des Cascades)
- 2017 : Pain blanc : Marie-Claire (Théâtre des Hirondelles du 9 juin au 2 septembre)

## Filmographie

### Télévision
- 1998 - 2006 : KM/H : Line
- 1999 - 2000 : Une fois c’t’un gars : Improvisatrice
- 1999 - 2001 : Dans une galaxie près de chez vous : Pétrolia Parenteau-Stanislavski
- 2000 - 2003 : Dominic et Martin : Annie
- 2001 : Méchante semaine : rôles divers
- 2001 : Les décodeurs : Improvisatrice
- 2002 : Tribu.com : Journaliste
- 2002 - 2004 : Caméra Café : Martine Tanguay
- 2003 : Ramdam : Sybille Déry
- 2005 - 2006 : Une grenade avec ça? : Marie-Annette Cossette
- 2007 : Destinées : Micheline Faribault
- 2008 - 2010 : Belle-Baie : Laura Gibbs
- 2011 : Lol :-) : rôles divers
- 2013 - 2016 : Les Parent : la mère de Sarah
- 2014 : 30 vies : Marie Coallier

### Animation
- 2002 :Sexy-Cam : Narratrice
- 2002 : Presse-citron : Co-animatrice
- 2003 - 2004 : Rire et délire : Animatrice
- 2004 : La grosse minute : Animatrice
- 2005 - 2010 : Deux filles le matin : Co-animatrice
- 2005 : Sucré salé : Collaboratrice
- 2008 : Pièce d'identité : Animatrice
- 2010 : Ma maison Rona : Animatrice
- 2010 - 2011 : Ça finit bien la semaine : Co-animatrice
- 2011 - 2013 : Gala Célébration : Animatrice
- 2011 - 2013 : Juste pour rire en direct : Animatrice
- 2012 - 2014 : GPS Monde : Animatrice
- 2013- 2016 : En route vers mon premier gala Juste pour rire : Juge
- 2013 : Tic Tac Show : Co-animatrice
- 2014 - 2016 : Testé sur des humains : Collaboratrice
- 2014-2016 : Classé XXX : Animatrice
- 2015 - 2016: Ex au défi : Animatrice
- 2018: Club Mel : Animatrice
- 2019 - … :On va se le dire : Collaboratrice
- 2020 :Conseils d'amis : Experte
- 2023 - ... :Sucré salé: Animatrice

### Cinéma
- 2004 : Dans une galaxie près de chez vous : Pétrolia Parenteau-Stanislavski
- 2008 : Dans une galaxie près de chez vous 2 : Pétrolia Parenteau-Stanislavski

### Webtélé
- 2012 : Pare-Chocs à pare-chocs : Laurence
- 2025 : 2025 : LOL : Qui rira le dernier? Saison 3 (Québec)[35]

## Radio
- 1999 - 2000 : Yé pas trop tard à CKOI 96,9 Montréal : Co-animatrice
- 2000 - 2001 : Tout le monde debout à COOL-FM : Co-animatrice
- 2003 - 2004 : La gang de malades à CKOI 96,9 Montréal :Co-animatrice
- 2015 - 2017: Éric et les Fantastiques à ÉNERGIE Montréal 94.3 et Rouge FM: Collaboratrice
- 2016 - 2017 : Énergie le matin à ÉNERGIE Montréal 94.3 : Co-animatrice
- 2017 - 2020 : On est tous debout à Rouge FM : Co-animatrice
- 2017- 2018 : Le retour des Fantastiques à Rouge FM : Collaboratrice
- 2020… : On part ça d'même! à WKND 99,5 Montréal : Co-animatrice